# 픽트어
픽트어(Pictish)는 고대와 중세 초에 스코틀랜드의 북부와 동부에 살던 픽트인들이 사용하던 언어이다. 픽트어의 직접적인 기록은 없으며 다만 픽트 왕국이 통치하던 지역의 유물과 중세 초의 기록에서 등장하는 적은 수의 지명, 인명이 남아있을 뿐이다. 분류에 관해 여러 이론이 있으며 20세기에는 선인도유럽 언어의 일종이라는 설이 인기를 얻기도 했으나, 최근에는 제한적인 증거로 미루어보아 주변의 언어들처럼 켈트어파 브리튼어군에 속할 가능성이 높다고 여겨진다.
픽트 왕국 후반에 걸쳐 픽트어는 게일어에 대체 내지 통합되어 갔으며, 스코틀랜드의 도널드 2세 치세(889–900)에는 이들을 가리키는 명칭으로 알바 왕국이라는 이름이 대신 쓰이기 시작했다. 약 11세기경까지는 픽트인의 정체성이 사라지고 게일화가 완료되었을 것이라고 추측된다.

## 같이 보기
- 스코틀랜드 게일어